# Американская кухня
Америка́нская ку́хня (англ. American cuisine) — разнообразные стили приготовления пищи в США. Начавшись с традиций английской кухни XVII-XVIII вв., смешавшихся с некоторыми кулинарными традициями американских индейцев (блюда из кукурузы и бататов, кленовый сироп и т. д.), она значительно менялась в течение последних трёх столетий, став синтезом кулинарных традиций всего мира, сочетающим кухни различных иммигрантских культур. Американскими блюдами стали немецкие «бифштексы по-гамбургски» и сосиски, итальянские пицца и паста, блюда китайской кухни.

## Блюда традиционной американской кухни

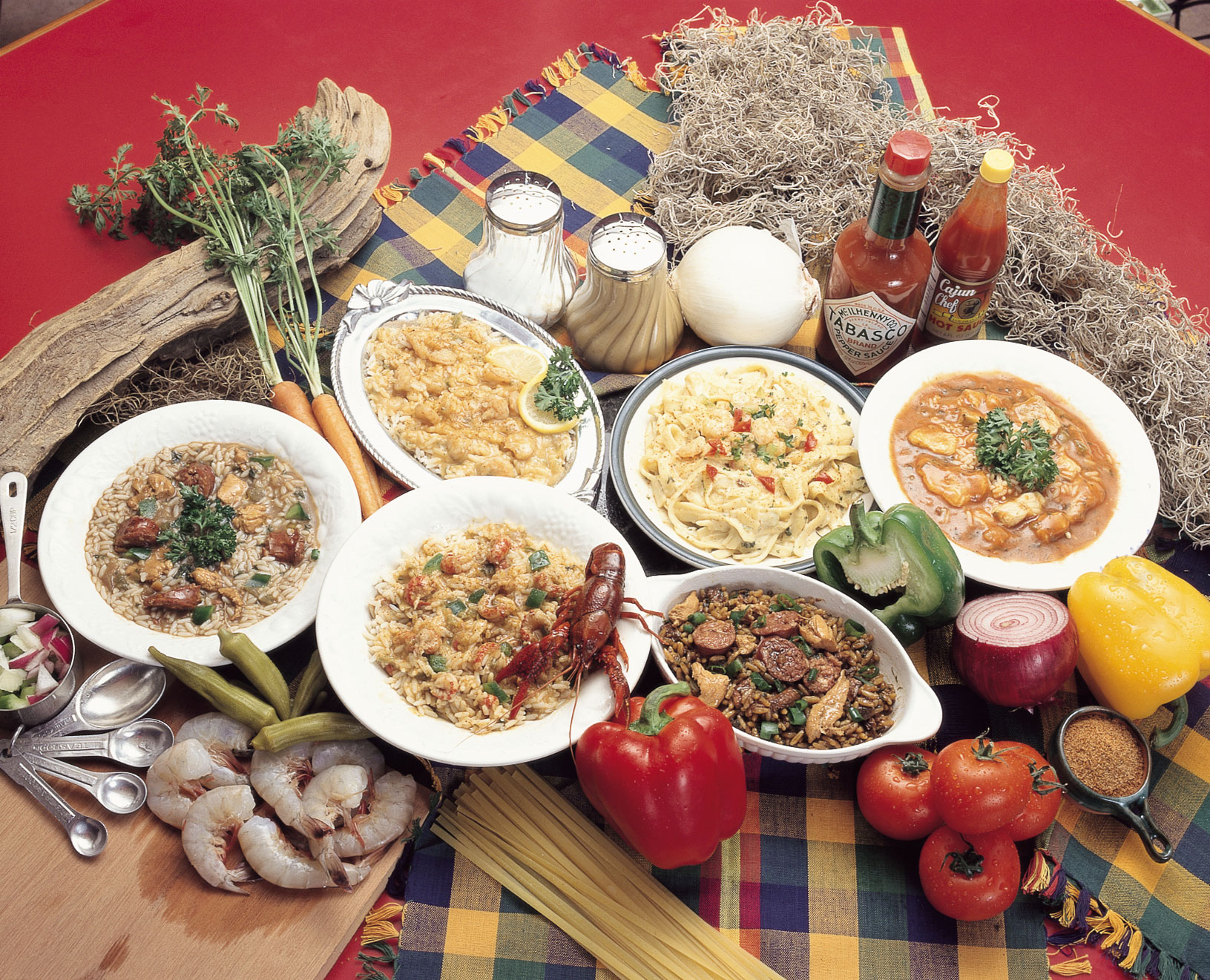
Блюда креольской кухни

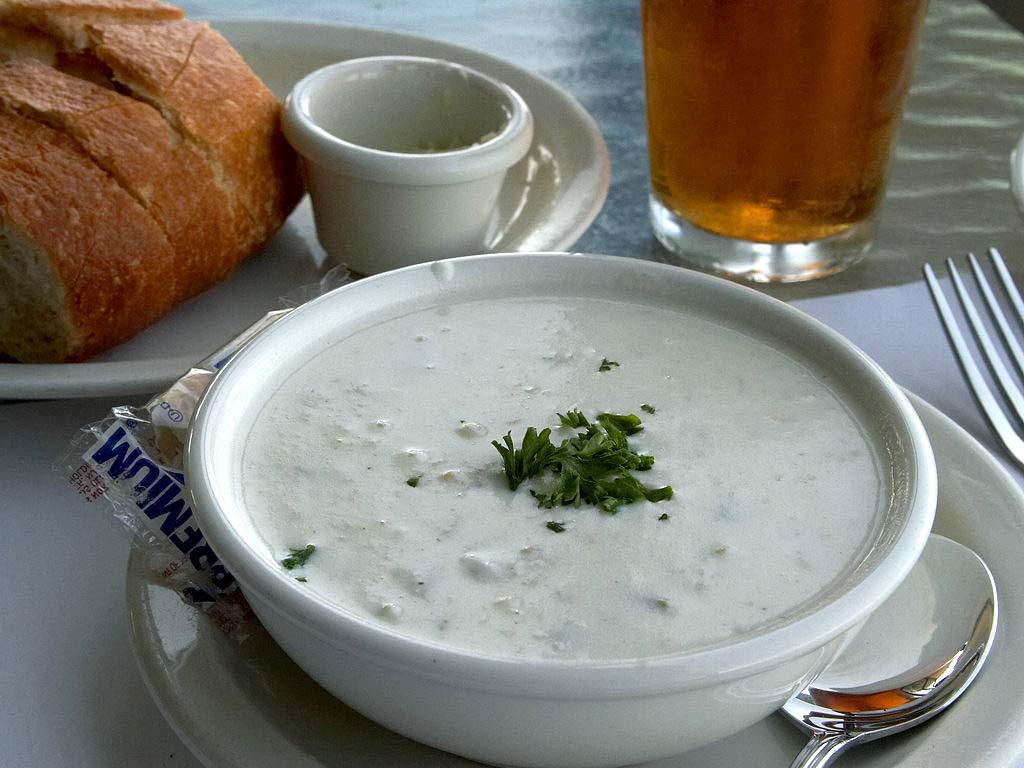
«Клэм-чаудер» (крем-суп с моллюсками). Традиционное блюдо в Новой Англии

Рецепты американской кухни формировались под влиянием национальной кухни первых поселенцев, в первую очередь, английской, а также индейской (местной), испанской, немецкой, французской, итальянской, китайской, африканской и др. Большое значение для создания рецептов приготовления пищи в американских семьях имеют климат, условия различных регионов Америки.

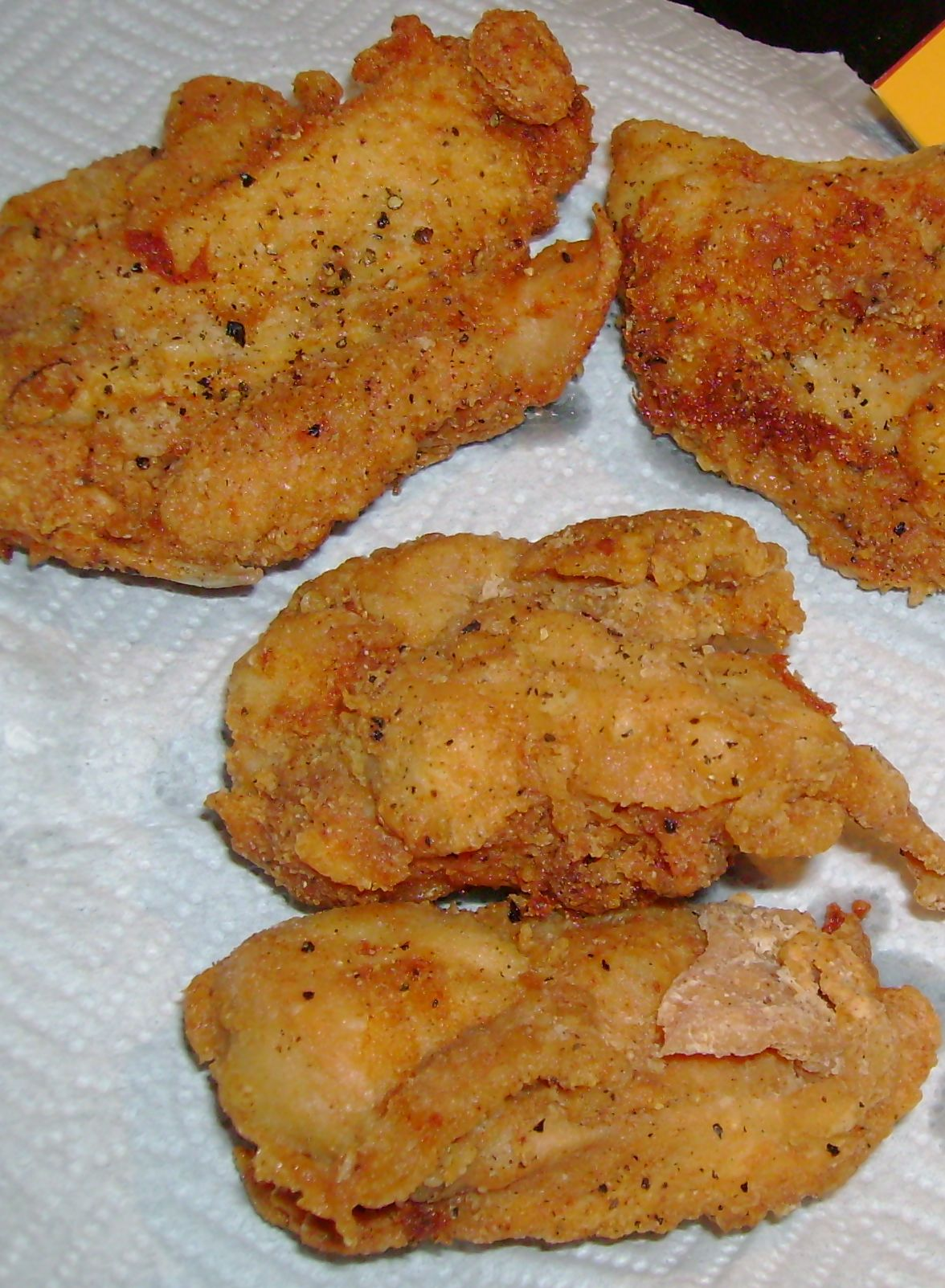
Цыплёнок, жаренный по-южному

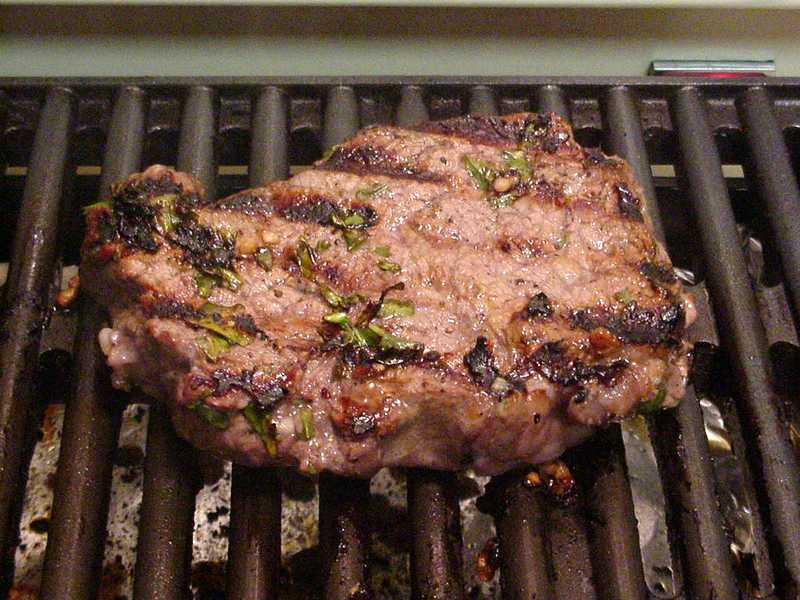
Бифштекс на гриле

Типичными для кухни южных штатов являются жаренная во фритюре курятина (fried chicken), шницели из говядины (country-fried steak), копчёная свинина (барбекю), рваная свинина, оладьи и хлеб из кукурузной муки, крабы, крабовые супы (she-crab soup) и крабовые котлеты (Maryland crab cakes).
В штатах Новой Англии традиционны солонина отварная с овощами (boiled dinner), рыбные блюда, омары, клэм-чаудер.
Популярными блюдами на Среднем Западе являются бифштекс из говядины, приготовленный на углях, печёный картофель, шоколадный торт. Сильное влияние оказала на городскую кухню Среднего Запада итальянская кухня (Пицца по-чикагски
, жареные равиоли в Сент-Луисе, и т. д.).
На Юго-Западе страны доминирует синтез мексиканской и американской кухонь, так называемый текс-мекс, характерными блюдами которого являются фахитас, такос, бурритос, чили кон карне, фаршированные сладкие перцы и другие блюда техасско-мексиканской кухни.
В американской кухне часто для гарнира используется рис — длинный, коричневый и дикий. В приготовлении пищи употребляется много сахара и специй: чесночный порошок, несколько видов перца, гвоздика, мускатный орех, душица, эстрагон, корица, имбирь, лавровый лист, тмин, укроп, ваниль, порошок лука и др..
Супермаркеты и продовольственные магазины продают множество полуфабрикатов. В будние дни многие американцы на обед используют полуфабрикаты или приготавливают, например, говядину с гарниром (печёный картофель и шпинат или фасоль из пакета). На салат идут свежие овощи: салат-латук, салат-эскариол, помидоры, авокадо, зелёный лук-шалот, огурцы, редис. На десерт подаётся торт из купленной бисквитной смеси. Сандвичи, как горячие (гамбургеры, чизстейкс (тонко нарезанный ростбиф с сыром и жареным луком)), так и холодные (ветчина, грудь индейки, овощи) типичны для американского ланча. В выходные дни, на праздники, семейные и другие торжества обычно готовят пищу по более трудоёмким рецептам. На Рождество часто жарят индейку с яблоками и пекут яблочный пирог.

## История
Изначально первые колонисты питались плодами клубники, черники, голубики, вишни, смородины, крыжовника, сливы, малины, ягоды сумах, можжевельника, каркасы, бузины, боярышника, ореховых деревьев. В пищу употреблялось мясо кролика, енота, опоссума, бурундука, свиней, пекари, росомахи, барсука и дикобраза. Из птиц — индейка, куропатка, перепел, голубь, ржанка, жаворонок. Водоплавающие птицы были представлены утками, гусями, лебедями. Мясо улиток и черепах и лягушачьи лапки также подавались на стол.
Коренные обитатели континента не имели возможности формировать свою кухню. Масштабы страны, а также разбросанность и изолированность коренных племён, проживающих на обширной территории, препятствовали развитию кулинарного дела. Отсутствие регулярного сообщения также замедляло развитие национальной кулинарии. Тот факт, что коренные американцы не создавали городов, также был одним из факторов, тормозивших развитие гастрономии. Кроме того, американской кулинарии не хватало так называемой движущей силы королевского двора. Кухни во Франции, Италии, Испании, Персии, Индии, Таиланде и Китае во многом черпали вдохновение в необходимости создания уникальных блюд для королевского двора, выражающих «дух нации». Это не только унифицировало кулинарное искусство, но и способствовало его сложности, поскольку шеф-повара пытались поразить членов королевской семьи.
До Гражданской войны в Соединённых Штатах существовало четыре основные кулинарные традиции, каждая из которых имела английские корни. Прежде всего, традиция Новой Англии, для которой простота в еде была неразрывно связана с религиозным благочестием. Жители Новой Англии придерживались строгой диеты, делая упор на варёное и запечённое мясо, варёные овощи, пироги, печёный хлеб. Во-вторых, традиция Южных штатов, являющейся сочетанием африканских, английских, французских, испанских и индийских кулинарных традиций. Для этой традиции было характерно преобладание большого количества приправ, а также преобладание жареных и тушёных блюд. В районах Средней Атлантики, находящихся под влиянием квакерства, диета, как правило, была простой и основывалась на обработке продуктов кипячёной водой, включая варёные пудинги и пельмени. В приграничных районах, например, Нью-Мексико, кулинарная традиция включала ингредиенты, которые другие переселенцы использовали в качестве корма для животных: картофель, кукурузу и различную зелень. В этой местности особое внимание уделялось жареным пирогам, крупе и блюдам из свинины.
Американская кухня значительно расширилась в XIX и XX веках, в первую очередь благодаря притоку иммигрантов из разных стран. Это обеспечило нынешнее богатое разнообразие блюд по всей стране. Отчасти этому способствовали многочисленные шеф-повара и телеведущие, которые внесли свой вклад в развитие кулинарного искусства в Америке.
С 1970-х годов распространён термин «Новая американская кухня», отражающий основные характеристики американской кулинарии: сочетание различных элементов ряда традиционных кухонь. Традиционные американские рецепты соединяются с зарубежными, а иногда — и с технологиями современной кулинарии, такой как, например, молекулярная кухня. В основном в рецептах Новой американской кухни внимание уделяется местным и сезонным фермерским продуктам.
Современное американское питание характеризуется крайне широким распространением полуфабрикатов, ресторанов быстрого обслуживания (т. н. фастфуд) и ресторанов различных национальных кухонь, что затрудняет характеризацию американской кухни. По мнению современных исследователей, американцы «ценят хорошую внешность и выбирают еду, которая заставляет их хорошо выглядеть». Выбор падает в пользу органических и местных продуктов. Вопросы производства, обработки еды и культуры компаний, которые эту еду поставляют, становятся ключевыми. Но, несмотря на культурный сдвиг в сторону осознанного потребления, «McDonald’s», «Pizza Hut», «KFC» и другие американские сети быстрого питания остаются крайне популярными.

### Американская кулинария
Американская кулинария имеет свои особенности и предпочтения в технике и способах приготовления пищи. Книга «Американская кулинария» Амелии Симмонс стала первой известной североамериканской кулинарной книгой, написанной американкой и опубликованной в Хартфорде, штат Коннектикут, в 1796 году. До тех пор поваренные книги, напечатанные и использовавшиеся в Тринадцати колониях, были исключительно британскими.
«Американская кулинария» Симмонс использовала понятные американским читателям термины, а также опиралась на ингредиенты, которые были легко доступны местным поварам. Это была первая кулинарная книга, в которую вошли фирменные блюда Новой Англии, такие как индийский пудинг, джонникейк и то, что сейчас называется тыквенным пирогом. Также поваренная книга была первой, в которой предлагалось подавать клюкву с индейкой, и первой, в которой использовалось голландское слово cookey из долины реки Гудзон. Также Амелия ввела использование жемчужного порошка, предшественника пищевой соды, в качестве химического закваски (разрыхлителя), начав революцию в изготовлении американских тортов.
Книга была довольно популярна и переиздавалась в течение 30 лет с момента первой публикации. Исследователи называют книгу революционной, поскольку до её публикации американской идентичности в кулинарии ещё не существовало, особенно в печатной форме. Несмотря на то, что к этому моменту страна существовала уже два десятилетия, не было официального признания американской культуры питания. «Американская кулинария» и последующие поваренные книги помогли не только собрать, сформировать, но и закрепить в историческом контексте американскую кухню как самобытное явление.
Известно о существовании только четырёх экземпляров первого издания. Библиотека Конгресса США считает её одной из «книг, сформировавших Америку».

## Регионы современной американской кухни
В связи с историческими и географическими особенностями современная американская кухня имеет ярко выраженный региональный характер.
Выделяются основные регионы:

### Среднеатлантический
Этот регион охватывает кухни штатов Нью-Йорк, Нью-Джерси, Пенсильвания, Делавэр и Мэриленд, а также Вашингтон, округ Колумбия. Влияние на кухню в этом регионе Соединённых Штатов чрезвычайно эклектично из-за того, что он был и остаётся «каналом» для международного влияния и притока мигрантов в страну.

### Средний Запад
Этот регион черпает свои кулинарные корни в основном из кухонь Центральной, Северной и Восточной Европы, а также кухни коренных народов Северной и Южной Америки. Сюда входят: кухни Чикаго (хот-дог по-чикагски и пицца по-чикагски), Цинциннати, Огайо, Омаха, Сент-Луис, Висконсин, Милуоки, Айова.

### Новая Англия
Территориально охватывает Бостон, Род Айленд, Вермонт. Этот регион уходит своими корнями в традиционную английскую и индейскую (кухни абенаков, наррагансеттов, ниантиков, вабанаки, вампаноагов и других коренных народов).

### Юг
Этот регион уходит своими корнями в традиционную кухню коренных народов Северной и Южной Америки (чероки, каддо, чокто и семинол), кухни порабощённых африканцев, проданных в североамериканские колонии через атлантическую работорговлю, французскую, кубинскую и испанскую кухни.

### Юго-Запад
Этот регион уходит своими корнями в испанскую, индейскую, мексиканскую и ковбойскую кухни. Его границы пролегают через Аризону, Нью-Мексико, Техас и включают части Калифорнии, Колорадо, Невады и Юты.

### Запад
На этот регион в значительной степени повлияли латиноамериканские корни (мексиканские, латиноамериканские, испанские), а также восточноазиатские и океанийские влияния (японские, китайские, корейские, филиппинские, вьетнамские, тайские, гавайские) и западноевропейские влияния (итальянские, французские, португальский).
В этот регион входят: калифорнийская кухня, кухня Гавайев, тихоокеанская северо-западная кухня).

## Типичные блюда и продукты
- Американский сыр — молочный продукт, который вырабатывается из сычужных сыров, сыров для плавления, творога, масла и других молочных продуктов с добавлением специй и наполнителей путём плавления сырной массы (при температуре +75…95 °C) — сделан из смеси сыров, чаще всего колби[англ.] и чеддера.
- Арахисовое маслоТоматный суп-пюре и тост с американским сыром
- Ливермаш

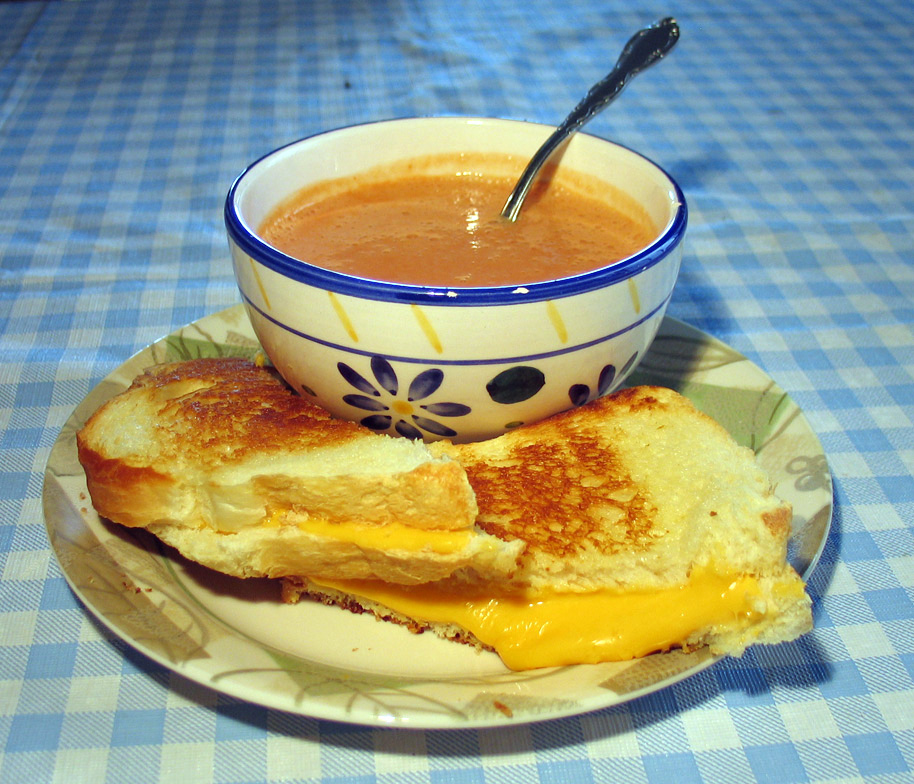
Томатный суп-пюре и тост с американским сыром

- Клэм-чаудер — суп из морепродуктов, чаще всего из мелких моллюсков[11]
- Чили кон карне — острое мясное блюдо с добавлением перца чили
- Датч беби — поповер[48], похожий на Йоркширский пудинг, но больше и слаще
- Джамбалайя — блюдо из риса, мяса и овощей
- Бейгл
- Барбекю[7]
- Бифштекс
- Гамбургер
- Гумбо[11]
- Картофельное пюре
- Банановый хлеб
- Ветчина
- Сэндвичи
- Кобб (салат)[11]
- Коул слоу — капустный салат
- Корн-дог
- Кукурузный хлеб[10]
- Тост
- Яблоки. Два главных — салатовое Голден Делишес и алое Ред Делишес
- Груша уменьшенного размера
- Ультрапастеризованное молоко
- Вода со льдом. По умолчанию в США все напитки приносят с кубиками льда, независимо от времени года и погоды
- Корн-чаудер — молочный суп-пюре из кукурузы
- Кукурузные хлопья
- Вальдорфский салат[11]
- Мичиганский салат
- Салат «цезарь»
- Бройлер
- Соус «Табаско»
- Соус «Тысяча островов»

### Сладкое и десерты
- Пекановый пирог
- Тыквенный пирог
- Лаймовый пирог[11]
- Русское чайное печенье (вопреки названию, не является блюдом русской кухни)
- Брауни — шоколадное пирожное
- Печенье с шоколадной крошкой[7]
- Пончики
- Маффин — небольшой кекс
- Банановый сплит
- Чизкейк
- Маршмэллоу
- Кленовый сироп
- Воздушная кукуруза
- Медвежий коготь — сдобная выпечка с миндальной пастой
- Ванильное мороженое

## Галерея

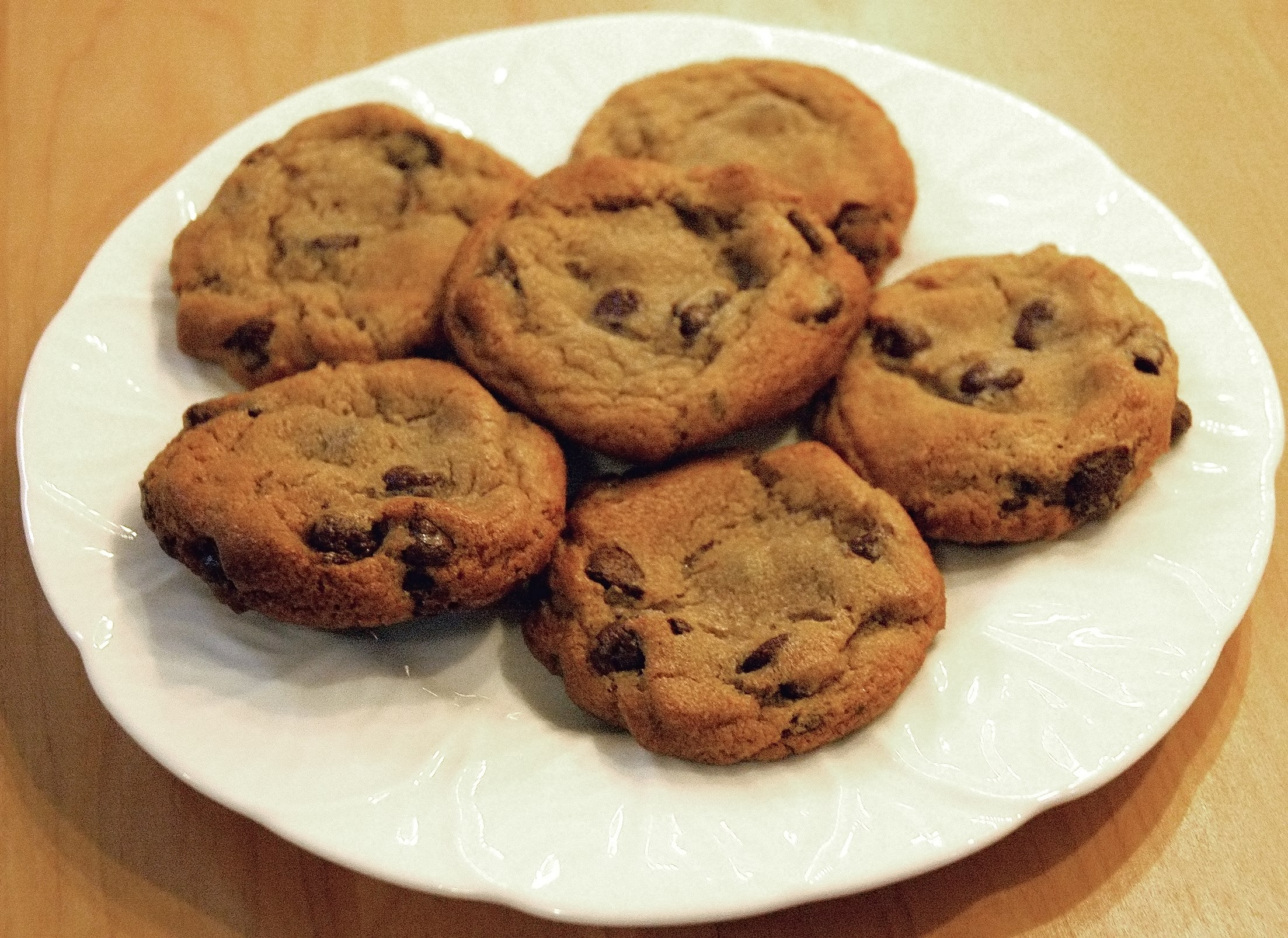
Печенье с шоколадной крошкой
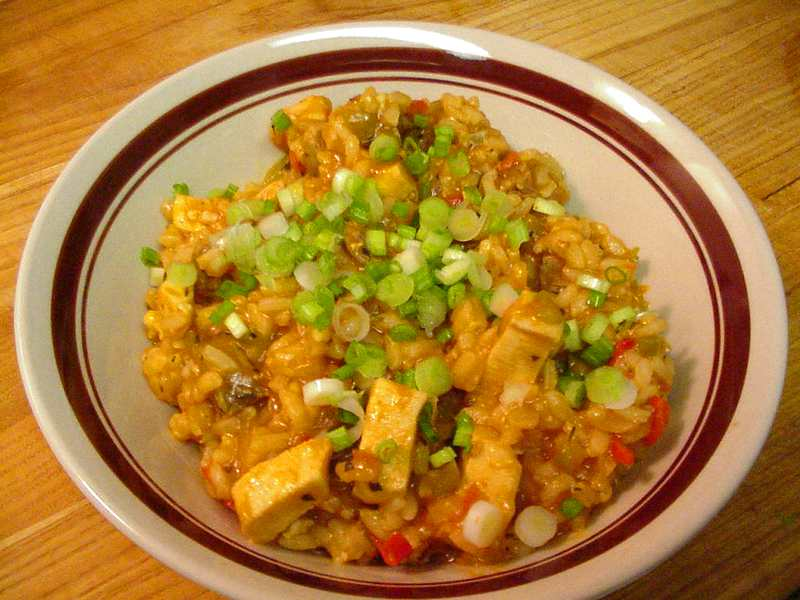
Джамбалайя
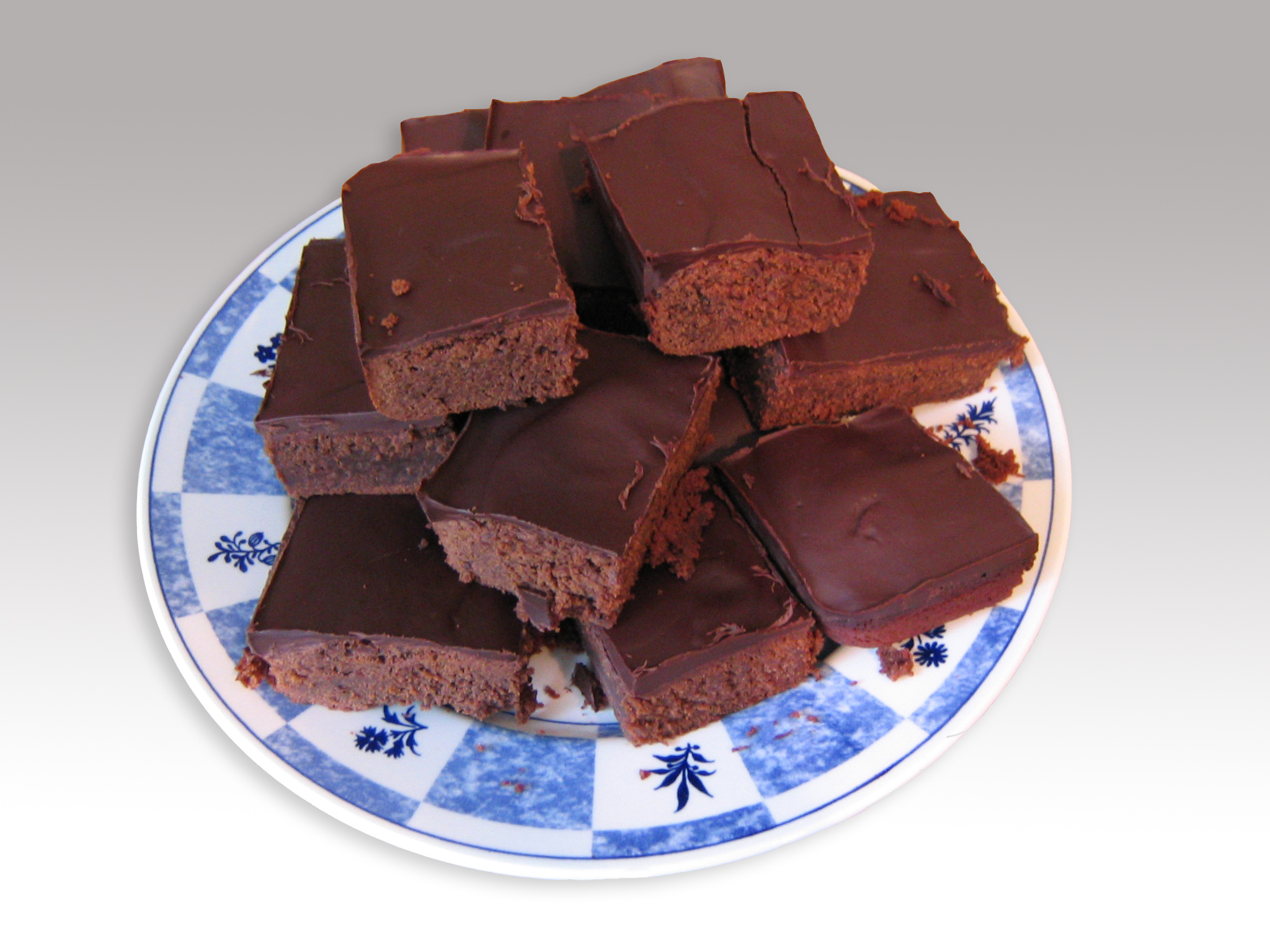
Брауни
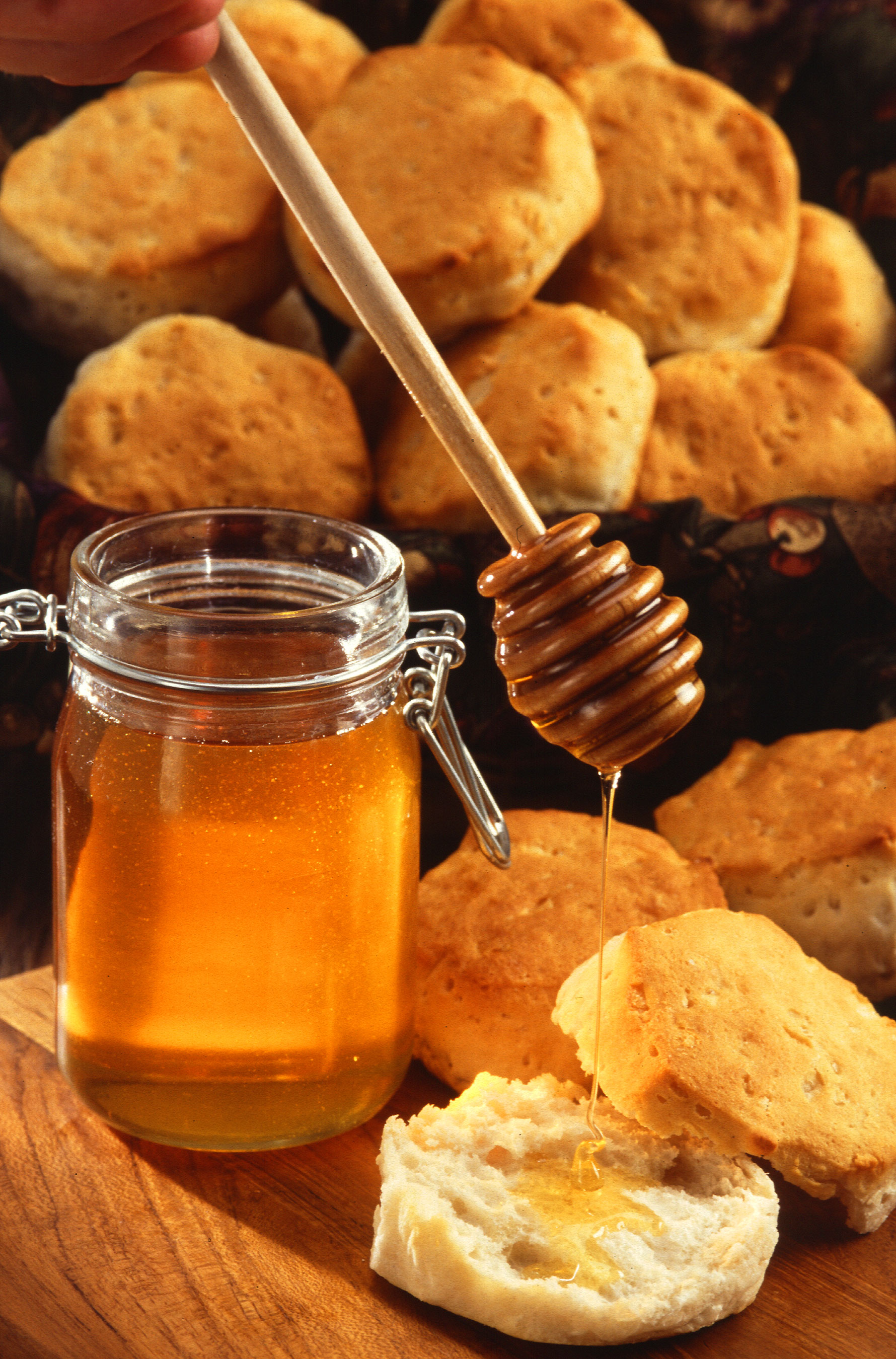
Бисквиты, традиционные на юго-западе США

### Комментарии
1. ↑  Развилась в Американскую китайскую кухню[англ.][3][4][5]
2. ↑  Полное название 

«Американская кулинария, или искусство заправки яств, рыбы, птицы и овощей, а также лучшие способы приготовления паст, слоек, пирогов, пудингов, заварных кремов и варенья, а также всех видов тортов, от императорской сливы до простого торта: адаптировано к этой стране и всем уровням жизни»
Оригинальный текст (англ.)American Cookery, or the art of dressing viands, fish, poultry, and vegetables, and the best modes of making pastes, puffs, pies, tarts, puddings, custards, and preserves, and all kinds of cakes, from the imperial plum to plain cake: Adapted to this country, and all grades of life